# 九鹤山
九鹤山（구학산）是一座位于大韩民国江原道原州市和忠清北道堤川市之间的山峰，主峰標高海拔971米（3,186英尺）。

## 腳註
1. ↑  An 2004, p.86.